# Свитязь (село)
Свитязь (укр. Світязь) — село в Шацкой поселковой общине Ковельского района Волынской области Украины.
До 2020 года входило в Шацкий район.
Код КОАТУУ — 0725785601. Население по переписи 2001 года составляет 1845 человек. Почтовый индекс — 44021. Телефонный код — 3355. Занимает площадь 2,386 км².

## Достопримечательность
- Петропавловский мужской монастырь (Свитязь)